# Horváth Sámuel (lelkész, 1812–1893)
Horváth Sámuel (Sajókaza, 1812. augusztus 23. – Tótkomlós, 1893. november 30.) ágostai evangélikus lelkész.

## Élete
Sajókazán (Borsod vármegye) született, ahol atyja Horváth Mátyás néptanító volt, anyja Stubner Zsuzsanna. Gimnáziumi tanulmányait Aszódon kezdte és Selmecen végezte, ahol mint kitünő tanuló a Roth-Teleki-féle 100 forintos ösztöndíjban is részesült. A teológiát Pozsonyban végezte, miközben nevelőül meghívást kapott csömöri gróf Zay Károly házához. Bécsben is hallgatta a hittani szakot; azután Aszódra hívták meg segédlelkésznek és egyszersmind nevelőnek is a báró Podmaniczky családhoz. Két év múlva Tiszaföldvár választotta meg rendes lelkésznek. Itt az iskola szervezését mozdította elő. Szép egyetértésben élt az református kartársával, többízben tartván szónoklatot a reformátusok templomában. Hat év múlva a népes Tótkomlós választotta papjának. Itt érte a szabadságharc, melynek következtében mint hazafias érzületű bujdosott egy ideig. Az 1850-es években főesperes lett és egyike volt a pátens ellen küzdőknek. Kiváló buzgalmat fejtett ki a szarvasi iskola megszilárdítása körül. Neki köszöni lételét az ottani tanítóképző is. 1873-ban hivataláról lemondott és nyugalomba vonult. Szép könyvtárát a szarvasi ágostai evangélikus főiskolának hagyta.
Cikke a Protestáns Népkönyvtárban (I. 1857. A keresztyén evang. hitnek jótékony hatása); imája (Emlékszózatok. Szarvas, 1856.); egyházi beszédei a Néptanítók Könyvében (1858. A nagy-szentmiklósi ev. egyházban 1856. okt. 4. a harang felavatása alkalmával); a Margócsy József, Prot. Egyh. Beszédtárában (Kecskemét, 1870.); írt még a Protestáns Egyházi és Iskolai Lapba és a Sárospataki Füzetekbe.

## Munkái
- Horváth S. márcz. 15. tartott beszéde 1849. Szarvas. (Ugyanez tótúl. Szarvas, 1849.)
- Bucsú Beszéde. Szarvas, 1854. (A makai ág. hitv. fiók-gyülekezetnek anya egyházzá lett kinyilatkoztatása s első rendes lelkésze bevezetésének Ünnepélye cz. munkában Placskó István és Szeberényi Andor beszédével együtt.)
- A valódi evangyélmi lelkipásztornak ismertető jelei. Halotti beszéd, melyet Haan János b.-csabai ev. lelkész temetése alkalmával Csabán 1855. szept. 14. tartott. Szarvas, 1855.
- Magyarhoni ág. hitv. papijog és sors, különös tekintettel a napi kérdésekre. Arad, 1865.
- A keresztyén ev. egyház valódi nagyságra emelésének tényezői. Sárospatak, 1869.
- Kalászok Tót-Komlós multjából és jelenéből...
- Proč my evangelici cirkew nassi ewangelickau draze sobe waziti máme?... Pest, 1872. (Tót egyházi beszéd.)